# Micanopy
Micanopy ist eine Stadt im Alachua County im US-Bundesstaat Florida. Das U.S. Census Bureau hat bei der Volkszählung 2020 eine Einwohnerzahl von 648 ermittelt.

## Geographie
Die Stadt liegt rund 15 Kilometer südlich von Gainesville und etwa 120 Kilometer südwestlich von Jacksonville.

## Geschichte
Die Stadt Micanopy behauptet von sich selbst die älteste Stadt Floridas zu sein. Als der Forscher William Bartram 1774 in dieses Gebiet kam, gab es an der Stelle der heutigen Stadt bereits eine Ansiedlung des Stammes der Seminolen. Die Indianer nannten den Ort „Cuscowilla“. Bartrams Veröffentlichungen in der „alten Welt“ brachten eine große Anzahl europäischer Auswanderer.
Die erste Poststation wurde 1826 eröffnet. Die Stadt wurde unter dem Namen „Wanton“ geführt, nach dem damals prominenten Einwohner Edward M. Wanton, aber der Name Micanopy war ebenfalls gebräuchlich, abgeleitet von einem Seminole-Häuptling. 1831 wurde zum Schutz der Einwohner ein Fort gebaut, das im Zweiten Seminolenkrieg von Bedeutung war. Die historische Bedeutung des Gebietes wurde 1983 durch das National Register of Historic Places bestätigt. 
Micanole war Drehort der Spielfilme „Cross Creek“ (1983) und „Doc Hollywood“ (1991) mit Michael J. Fox und Julie Warner.

## Demographische Daten
Laut der Volkszählung 2010 verteilten sich die damaligen 600 Einwohner auf 317 Haushalte. Die Bevölkerungsdichte lag bei 222,2 Einw./km². 74,2 % der Bevölkerung bezeichneten sich als Weiße, 22,2 % als Afroamerikaner, 1,3 % als Indianer und 0,2 % als Asian Americans. 2,2 % gaben die Angehörigkeit zu mehreren Ethnien an. 2,8 % der Bevölkerung bestand aus Hispanics oder Latinos.
Im Jahr 2010 lebten in 22,4 % aller Haushalte Kinder unter 18 Jahren sowie 32,1 % aller Haushalte Personen mit mindestens 65 Jahren. 58,5 % der Haushalte waren Familienhaushalte (bestehend aus verheirateten Paaren mit oder ohne Nachkommen bzw. einem Elternteil mit Nachkomme). Die durchschnittliche Größe eines Haushalts lag bei 2,17 Personen und die durchschnittliche Familiengröße bei 2,72 Personen.
18,2 % der Bevölkerung waren jünger als 20 Jahre, 18,7 % waren 20 bis 39 Jahre alt, 36,4 % waren 40 bis 59 Jahre alt und 26,6 % waren mindestens 60 Jahre alt. Das mittlere Alter betrug 51 Jahre. 51,0 % der Bevölkerung waren männlich und 49,0 % weiblich.
Das durchschnittliche Jahreseinkommen lag bei 40.172 $, dabei lebten 9,2 % der Bevölkerung unter der Armutsgrenze.
Im Jahr 2000 war Englisch die Muttersprache von 96,28 % der Bevölkerung und spanisch sprachen 3,72 %.

## Sehenswürdigkeiten
Das Micanopy Historic District und das Winecoff House sind im National Register of Historic Places gelistet.

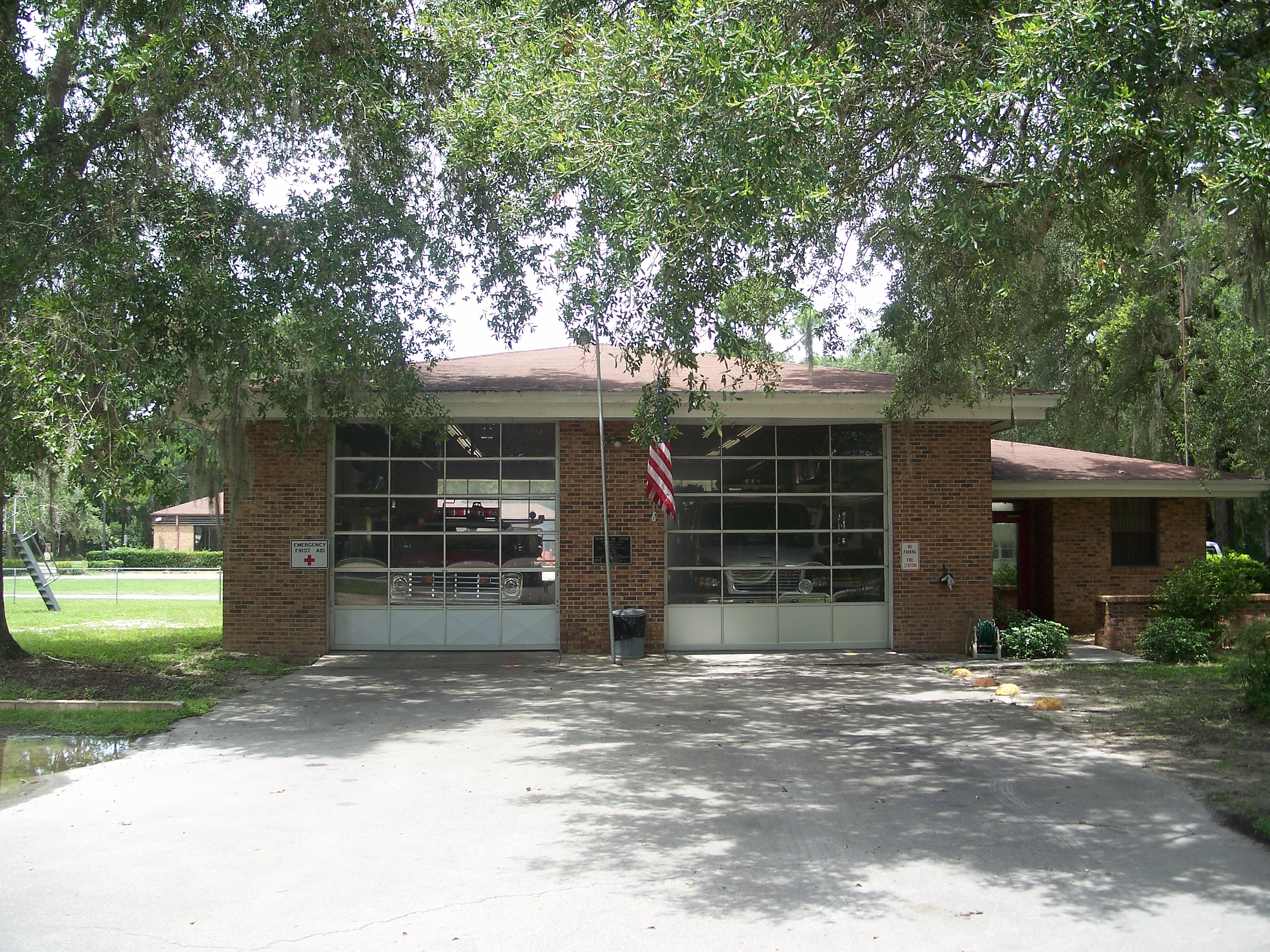
Feuerwehrstation
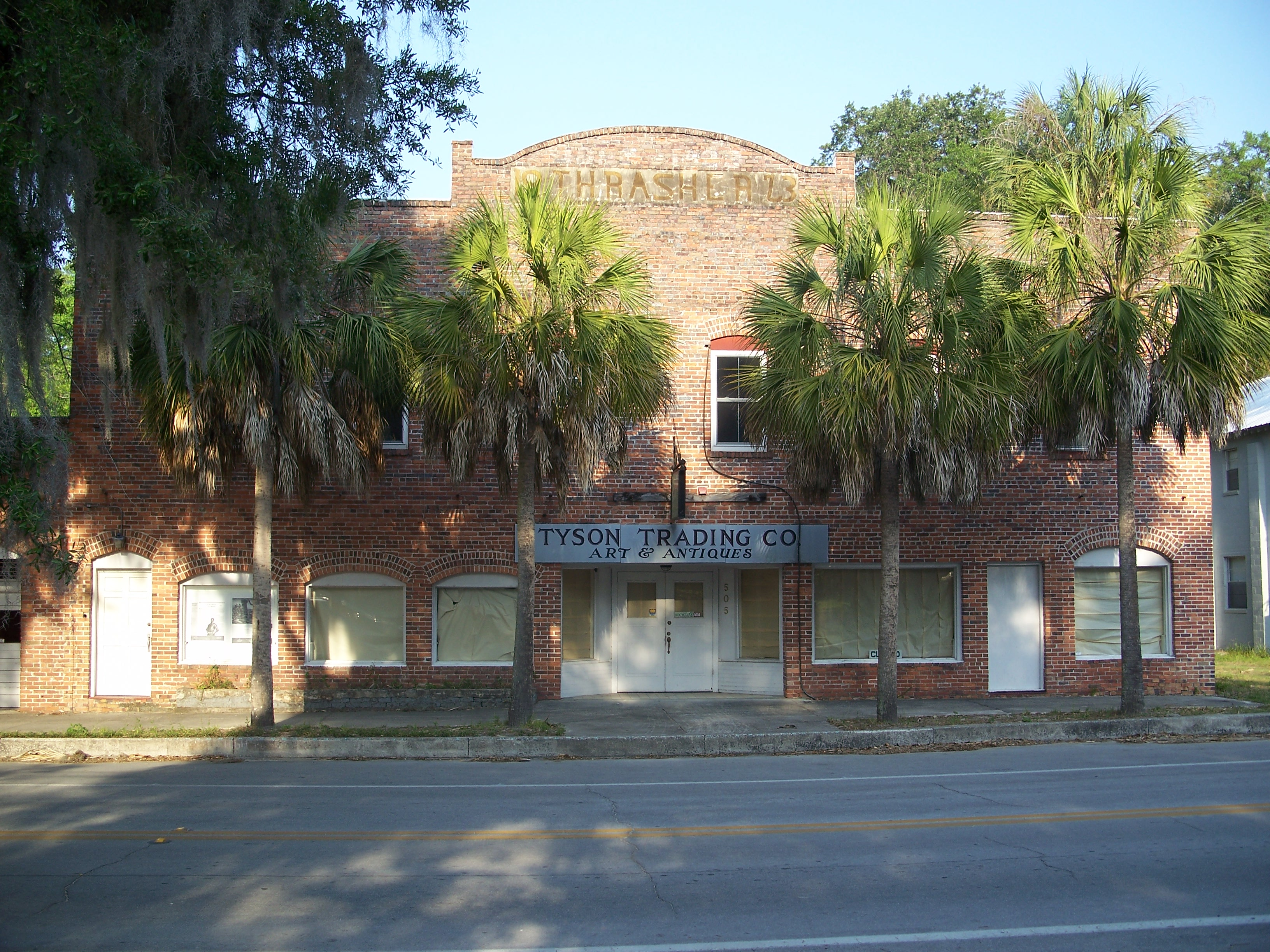
Trasher Building
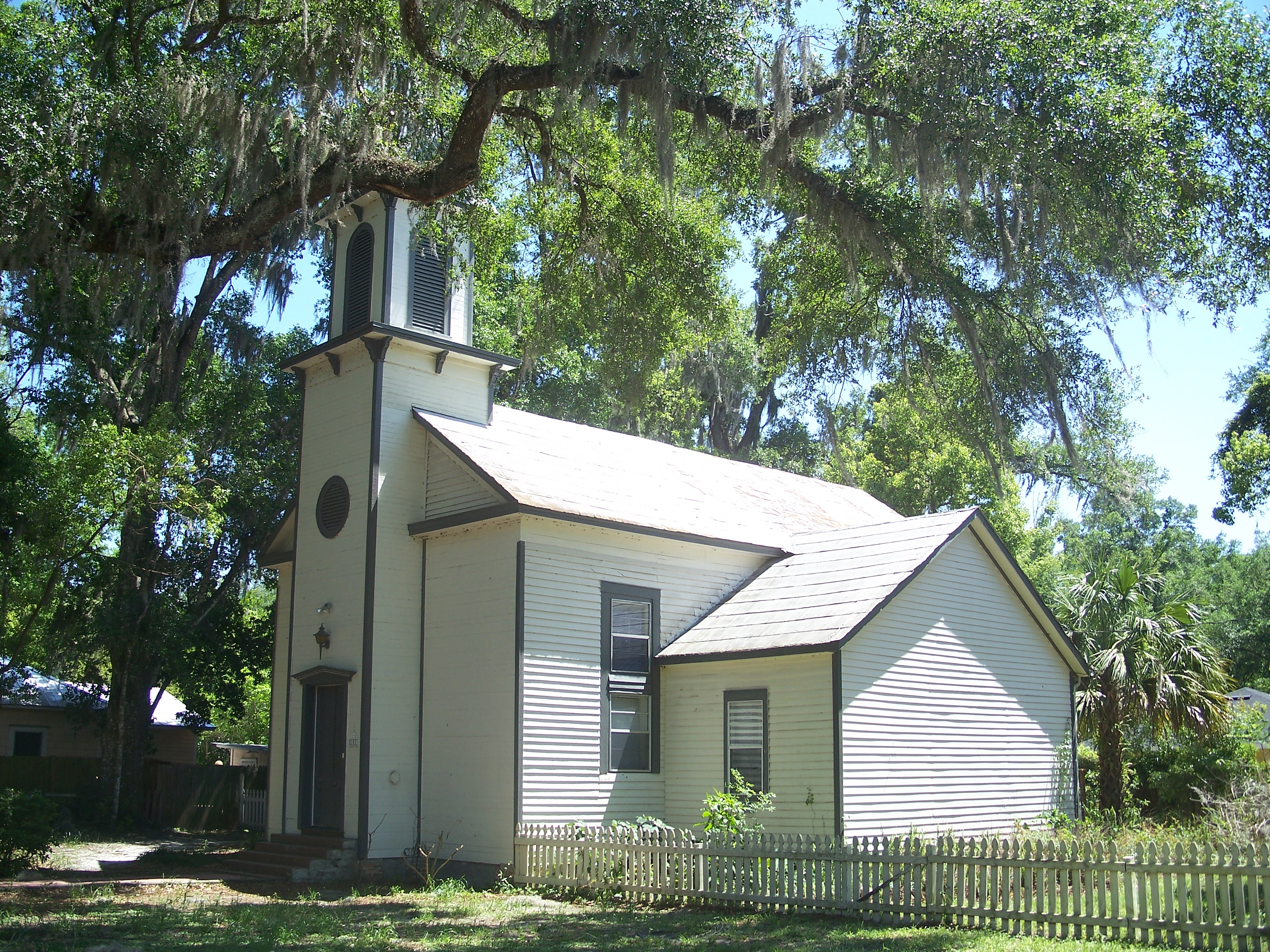
Old Baptist Church
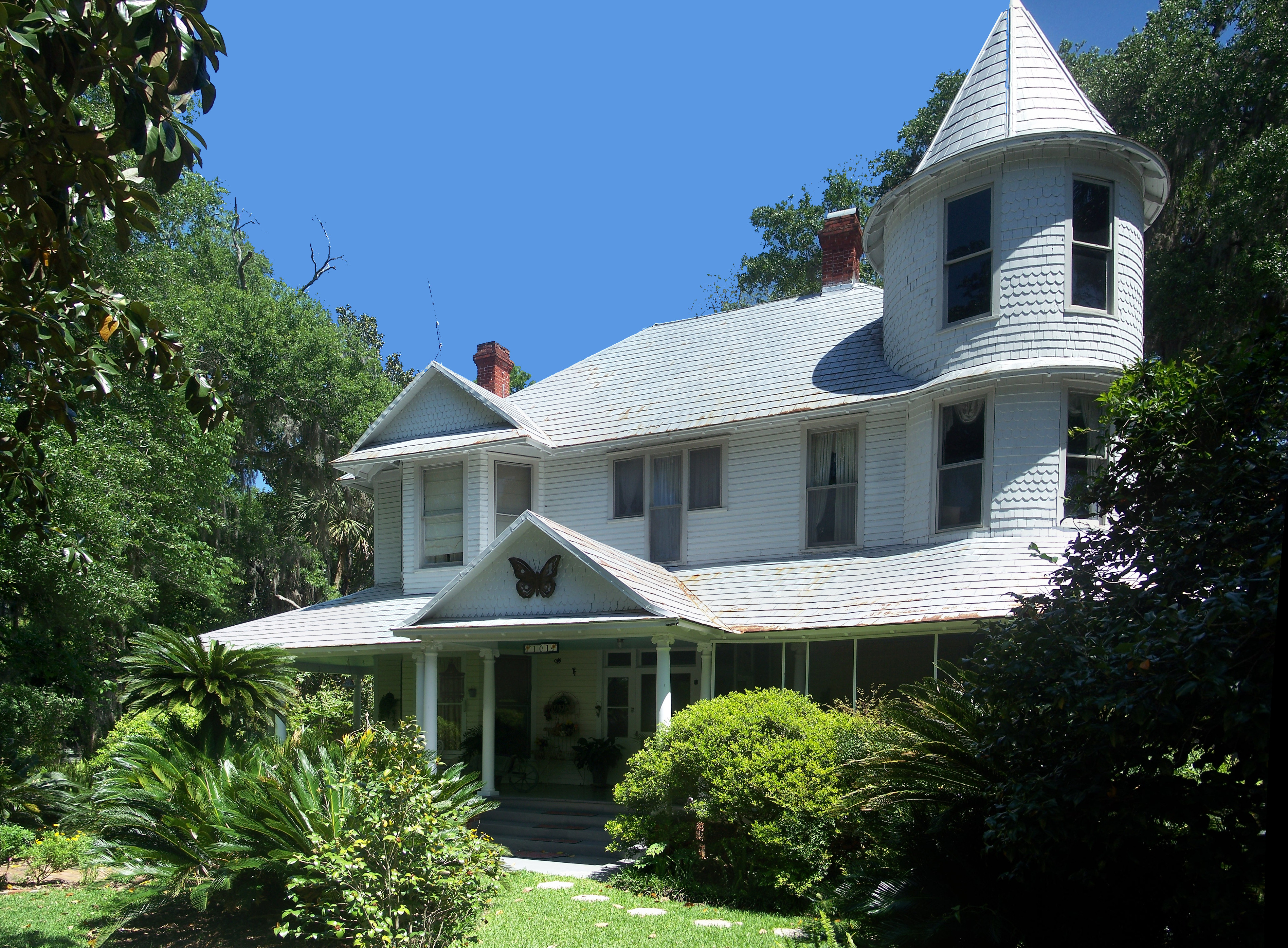
Simonton House

## Verkehr
Micanopy wird vom U.S. Highway 441 (SR 25) durchquert. Der nächste Flughafen ist der rund 25 Kilometer nördlich gelegene Gainesville Regional Airport.